# Benedikt Esterházy
Benedikt Esterházi (1508 – 25. srpna 1553; latinsky Benedikt Ezterhas de Galántha), původně Zerház de Zerhásház byl uherský šlechtic. Byl prvním z dynastie, kdo začal používat jméno Esterházi.
Oženil se s Elenou Bešeňeiovou z Galanty (Ilona Bessenyay de Galántha) a kolem roku 1550 se přestěhoval na manželčiny statky do Galanty. Jejich nejstarší syn František zdědil po matce erb a přídomek z Galanty a stal se zakladatelem rodu Esterházi z Galanty (Esterházy de Galántha).